# Desensibilización sistemática
La desensibilización sistemática es un tipo de terapia de exposición, un método utilizado en la  psicoterapia dentro del paradigma teórico-clínico de las terapias cognitivo-conductuales, cuya característica principal es la aproximación sucesiva del sujeto a situaciones similares a las que le producen una exacerbación desfasada de conductas (emocionales, cognitivas o de motricidad).
Se trata de una técnica muy utilizada en el tratamiento de los desórdenes de ansiedad, especialmente en las fobias. Consiste en la aplicación de una jerarquía de estímulos estresantes a través de imágenes visuales, evocación de la situación ansiosa con ayuda del terapeuta, exposición en imaginación, en realidad virtual, o en vivo del estímulo estresante. Es decir, paciente y terapeuta diagraman un conjunto de situaciones típicas a las cuales el paciente teme, especificando la mayor cantidad de detalles posibles. Luego, mientras el mismo se encuentra en un profundo estado de relajación, se le guía para que vaya imaginando estas escenas temidas de acuerdo al grado de ansiedad que le provocan.
El objetivo consiste en que la relajación inhiba progresivamente a la ansiedad que disparan las situaciones imaginadas, de tal manera que se rompa el vínculo entre la imagen causante del estrés y la respuesta de ansiedad. De este modo, el paciente aprende una nueva asociación: lo que antes le provocaba miedo, ahora queda conectado a un estado de calma y tranquilidad inducido mediante la relajación muscular profunda.
Los tres componentes principales son: 1) construcción de una jerarquía de las situaciones provocadoras de ansiedad, en disposición que la primera escena provoque el mínimo la ansiedad y la última escena una ansiedad importante; 2) entrenamiento del paciente en relajación muscular profunda, normalmente a través de la técnica de la relajación progresiva de Jacobson, aunque también se han empleado para este propósito técnicas de inducción hipnótica, fármacos y biofeedback; 3) el paciente tiene que visualizar cada una de las situaciones mientras está en estados de relajación.

La ansiedad provocada es mínima en la desensibilización sistemática, porque las escenas son imaginadas en vez de reales, porque están dispuestas de una forma muy gradual, porque la progresión es demorada hasta que cada ítem precedente pueda visualizarse sin ansiedad y, lo más importante, porque el paciente está completamente relajado mientras imagina cada escena.
Harold Leitenberg, 1983

Esta forma descrita de la desensibilización sistemática se denomina Variante Imaginaria; es la primera parte del procedimiento completo tal como es utilizado en la actualidad por los terapeutas cognitivos-conductuales. El siguiente paso consiste en guiar al paciente a que enfrente sus temores de manera real, ya no imaginariamente. En este caso se habla de la Variante "in vivo". Por supuesto, el ejercicio imaginario previo ha ayudado a cambiar la imagen mental aterradora que el paciente tiene de algunas situaciones lo cual facilita esta segunda fase, el afrontamiento en la vida real.
Sin embargo, en algunos casos, y con previo consentimiento del paciente, la desensibilización sistemática se aplica directamente en su variante "in vivo", obteniendo resultados exitosos en plazos más breves. Por ejemplo, en los pacientes que padecen de agorafobia (miedo a salir a la calle) la aplicación de la desensibilización sistemática "in vivo" consiste en acompañar al paciente mientras este sale de su casa y va alejándose de ella lentamente, por aproximaciones sucesivas muy graduales, al tiempo que se lo induce a realizar respiraciones abdominales profundas y a relajar su cuerpo. De esta manera, se logra mantener la respuesta de ansiedad en niveles bajos, o incluso suprimirla casi por completo.
Este aprendizaje de una respuesta nueva (la relajación) frente al estímulo estresor (salir a la calle) facilitará que el paciente salga finalmente por sí solo, tranquilo y sin experimentar ansiedad.

## Evidencia de eficacia clínica
Cuando Joseph Wolpe introdujo su paradigma de desensibilización sistemática en 1958, al publicarse Inhibición Recíproca, presentó un acervo importante de estudios de laboratorio. Hoy día, 50 años después, existe una numerosa cantidad de resultados clínicos en estudios controlados que apoyan el método.  (enlace roto disponible en Internet Archive; véase el historial, la primera versión y la última). 
La DS es una intervención terapéutica desarrollada para eliminar la respuesta de miedo y la conducta de evitación.

## Modelos explicativos
Para Wolpe, la efectividad de la DS se encuentra fundamentada en el paradigma de condicionamiento clásico, específicamente mediante la inhibición recíproca y el contracondicionamiento. La inhibición recíproca hace referencia al hecho de que, en presencia de una respuesta incompatible como es la relajación, el estímulo ansiógeno no puede provocar ansiedad. Por otro lado, el contracondicionamiento es el condicionamiento del estímulo ansiógeno a la respuesta incompatible. Dichos fenómenos se suceden en un continuo, produciéndose a corto plazo la inhibición recíproca, y a largo plazo el contracondicionamiento.
Otras explicaciones de corte conductual han venido de la mano de Lader y Mathews, quienes señalaban que el mecanismo explicativo es la habituación al estímulo temido, y de Lomont, quien afirmó que la única condición necesaria para la disminución de la ansiedad es la exposición no reforzada a los estímulos fóbicos (extinción).
Desde la perspectiva cognitiva, se propone un modelo de expectación para explicar la importancia de los factores cognitivos en la DS, haciendo hincapié  en dos variables:
- La autoobservación de la mejoría por el propio sujeto.
- La creación en este de expectativas de que va a conseguir ganancias terapéuticas.